# Gerard Jonderko
Gerard Edmund Jonderko (ur. 27 listopada 1925 w Leszczynach, zm. 8 maja 2021 w Mysłowicach) – polski specjalista chorób wewnętrznych i fizjoterapii, prof. dr hab. n. med.

## Życiorys
W 1953 ukończył studia w Śląskiej Akademii Medycznej w Katowicach. Obronił pracę doktorską, następnie uzyskał stopień doktora habilitowanego. W 1979 nadano mu tytuł profesora w zakresie nauk medycznych. Pracował w Katedrze i Klinice Chorób Wewnętrznych i Reumatologii na Wydziale Lekarskim Śląskiej Akademii Medycznej w Katowicach.
Został zatrudniony na stanowisku profesora na Wydziale Przyrodniczym Śląskiej Wyższej Szkole Informatycznej i Medycznej w Chorzowie.
Był członkiem honorowym Towarzystwa Internistów Polskich, a także członkiem Polskiego Towarzystwa Kriomedycznego i Polskiego Towarzystwa Lekarskiego.
Zmarł 8 maja 2021.

## Odznaczenia i wyróżnienia
- Order Honorowy „Laur 50-lecia ŚAM”[2]
- Medal Komisji Edukacji Narodowej[2]
- Złoty Krzyż Zasługi[2]
- Krzyż Kawalerski Orderu Odrodzenia Polski[2]
- Krzyż Komandorski Orderu Odrodzenia Polski[2]